# Pizzoccheri

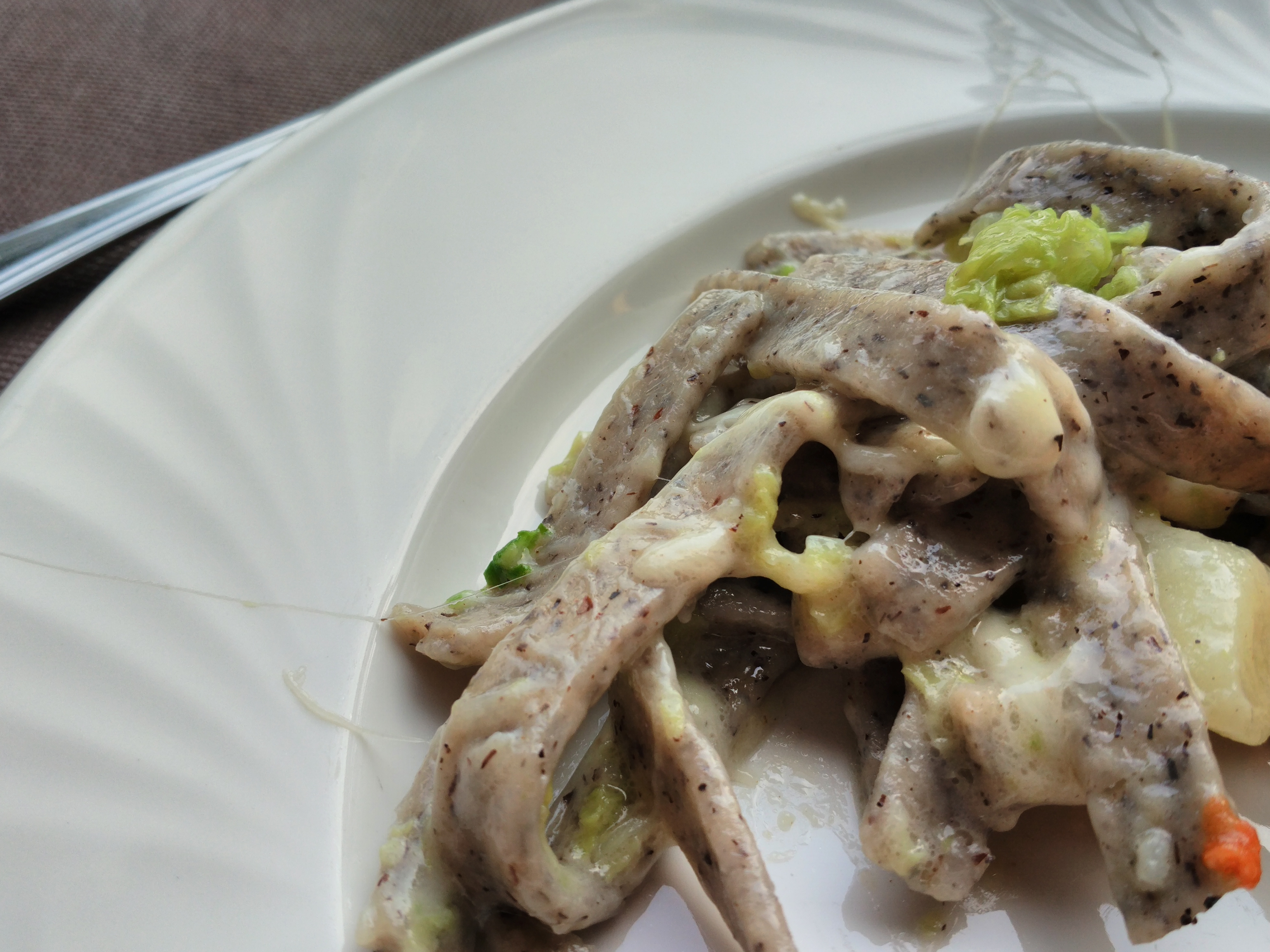
Pizzoccheri mit Gemüse

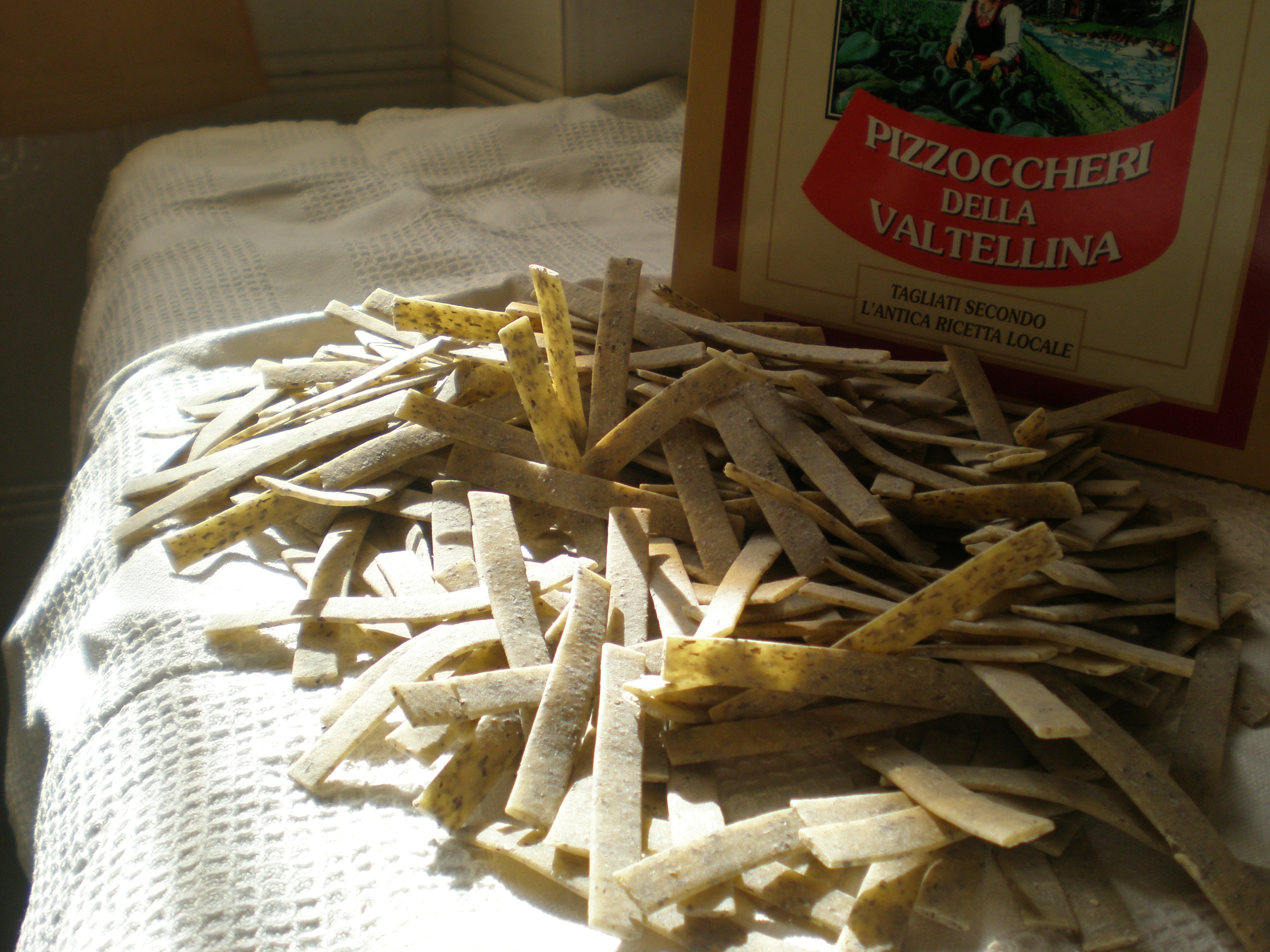
Industriell hergestellte, getrocknete Pizzoccheri

Pizzoccheri (della Valtellina oder di Poschiavo) sind eine Teigwarenart aus Buchweizen- und Weizenmehl, die im lombardischen Veltlin (Valtellina) und im benachbarten bündnerischen Puschlav (Poschiavo) sowie am Comer See beheimatet ist. Pizzoccheri werden typischerweise vermischt mit Wirsing und Kartoffeln sowie Käse serviert.

## Zubereitung
Zur Zubereitung wird zunächst ein fester Teig aus Buchweizenmehl, etwas Weizenmehl und Wasser hergestellt. Er wird nicht zu dünn ausgerollt und in fingerbreite Streifen geschnitten. Diese Nudeln werden in Salzwasser vorgekocht. Wirsing und Kartoffeln werden ebenfalls in Salzwasser gegart, dann die Pizzoccheri hinzugegeben und alles zu Ende gegart. Die abgegossene Nudel-Gemüse-Mischung wird mit zerlassener, mit Salbei und Knoblauch aromatisierter Butter vermischt und mit dünnen Käsescheiben (Valtellina Casera, Bitto o. ä.) und geriebenem Parmesan geschichtet oder vermischt. In Varianten kann anderes Gemüse wie Bohne, Spinat oder Mangold verwendet bzw. ergänzt werden.
Ein verwandtes Gericht sind die Schweizer Pizokel, eine Art Spätzle aus Buchweizen oder Kartoffeln, die oft ähnlich zubereitet werden.